# Balantiopteryx plicata
Balantiopteryx plicata is een zoogdier uit de familie van de schedestaartvleermuizen (Emballonuridae). De wetenschappelijke naam van de soort werd voor het eerst geldig gepubliceerd door Peters in 1867.